# Норт Редингтон Бич (Флорида)
Норт Редингтон Бич (енгл. North Redington Beach) град је у америчкој савезној држави Флорида. По попису становништва из 2010. у њему је живело 1.417 становника.

## Демографија
Према попису становништва из 2010. у граду је живело 1.417 становника, што је 57 (3,9%) становника мање него 2000. године.
| Група             | 2000.         | 2010.         |
| Белци             | 1.391 (94,4%) | 1.345 (94,9%) |
| Афроамериканци    | 4 (0,3%)      | 6 (0,4%)      |
| Азијати           | 14 (0,9%)     | 12 (0,8%)     |
| Хиспаноамериканци | 45 (3,1%)     | 43 (3,0%)     |
| Укупно            | 1.474         | 1.417         |